# Зандерслебен
Зандерслебен (нем. Sandersleben) — населённый пункт в Германии, в земле Саксония-Анхальт. Входит в состав города Арнштайн района Мансфельд-Зюдхарц.
Население составляет 1988 человек (на 31 декабря 2006 года). Занимает площадь 18,22 км².
Зандерслебен ранее имел статус города. 1 сентября 2010 года был объединён с рядом соседних населённых пунктов, образовав новый город Арнштайн. Последним бургомистром города Зандерслебен был Райнер Биттман.
В населённом пункте расположено два храма: евангелическая церковь Святой Марии и католическая церковь Святого Креста.
В Зандерслебене ежегодно проходит EBM-фестиваль.